# Алиев, Мирза Ага Али оглы
Мирза-Ага Али оглы Али́ев (азерб. Mirzəağa Əli oğlu Əliyev; 1883, Говсан — 24 октября 1954, Баку) — азербайджанский, советский актёр театра и кино. Народный артист СССР (1949). Лауреат двух Сталинских премий второй степени (1943, 1948).

## Биография

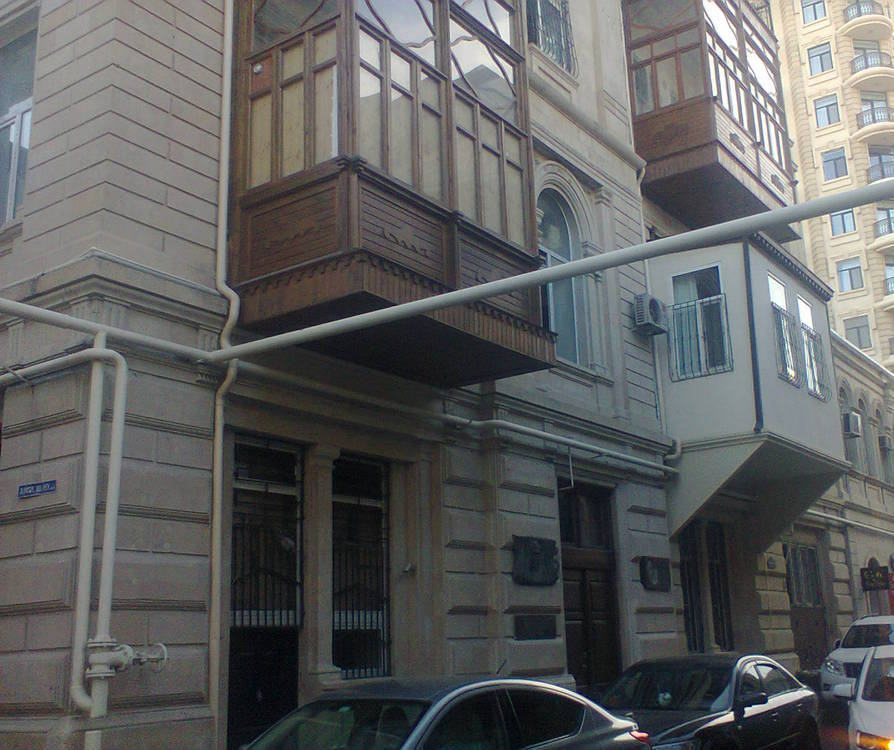
Дом в Баку, в котором жил Мирза Алиев (ныне ул. Тебриза Халилбейли)

Мирза Алиев родился 1883 года (по другим источникам — 1886) в селении Говсан (ныне посёлок в Сураханском районе Баку, Азербайджан) в семье крестьянина.
В 1893—1896 годах учился в старой школе (молла-хана) на персидском и арабском языках, в 1897—1899 — в Бакинской городской русско-татарской школе, в 1899—1900 — в Бакинском ремесленном училище.
В 1900—1901 годах работал на Бакинской фабрике Тагиева.
Впервые выступил на сцене в 1901 году (Шахмар-бек в трагедии Н. Везирова «Горе Фахреддина»). Учился у Д. М. Р. Зейналова.
В 1901—1906 годах — артист труппы «Бакинские театральные любители», в 1906—1908 — организатор и актёр труппы «Гамийет». В 1908—1912 годах работал актёром труппы при Просветительном обществе «Ниджат» (Баку). В 1913—1915 годах — артист Астраханской татарской театральной труппы. В 1916—1918 годах — артист театров Нухи, Елисаветполя, Тифлиса, Еревана, Батуми, Дербента, Нахичевани. В 1918—1920 годах — артист Труппы артистов оперы и оперетты братьев Гаджибековых.
Гастролировал по городам Поволжья, Ирана, Турции.
После уставления в Азербайджане Советской власти (1920) активно участвовал в организации азербайджанского советского театра.
С 1920 года (с перерывом в 1922—1924 годах) и до конца жизни — актёр Азербайджанского драматического театра имени М. Азизбекова в Баку.
Был одним из организаторов и актёром (1922—1924) Бакинского свободного «Сатир-Агиттеатра» (ныне Азербайджанский государственный русский драматический театр имени Самеда Вургуна).
Написал несколько одноактных пьес («Мешади женится», «Там так, тут эдак» и др.), поставленных в 1922—1924 годах в Бакинском «Сатир-Агиттеатре».
Член ВКП(б) с 1943 года.
Скончался 25 октября 1954 года в Баку. Похоронен на Аллее почётного захоронения.

## Звания и награды
- Народный артист Азербайджанской ССР (1933)
- Народный артист СССР (1949)
- Сталинская премия второй степени (1943) — за исполнение роли Мешади Гулям Гуссейна в спектакле «Мехеббет» И. Ибрагимова[6]
- Сталинская премия второй степени (1948) — за исполнение роли Наджафбека в спектакле «Утро Востока» Э. Г. Мамедханлы
- Два ордена Трудового Красного Знамени (1946, 1949)
- Медаль «За оборону Кавказа» (1944)
- Медаль «За доблестный труд в Великой Отечественной войне 1941—1945 гг.» (1946).

## Творчество

### Роли в театре
- 1901 — «Горе Фахреддина» Н. Ф. Везирова — Шахмар-бек
- 1908 — «Ревизор» Н. В. Гоголя — Осип
- 1916 — «Мертвецы» Дж. Г. Мамедкулизаде — Искендер
- 1925 — «На дне» М. Горького — Лука
- 1928 — «Невеста огня» Д. К. Джаббарлы — Оддамди
- 1931 — «Алмас» Д. К. Джаббарлы — Мирза Самандар
- 1931 — «1905 год» Д. К. Джаббарлы — Саламов
- 1939 — «Свадьба» С. Рахмана — Керемов
- 1939 — «Бесприданница» А. Н. Островского — Кнуров
- 1941 — «Счастливцы» С. Рахмана — Бербер-заде
- 1942 — «Мехеббет» М. А. Ибрагимова — Мешади Гулам Гусейн
- 1947 — «Утро востока» Э. К. Мамедханлы — Наджаф-бек
- «Визирь Ленкоранского ханства» М. Ф. Ахундова — Везирь
- «Приключение скряги» («Гаджи-Кара») М. Ф. Ахундова — Гаджи Кара
- «Не та, так эта» У. А. Гаджибекова — Мешади Ибад
- «Аршин мал алан» У. А. Гаджибекова — Султанбек.

### Фильмография
1. 1916 — Аршин мал алан — Сулейман
2. 1925 — Во имя бога — мулла
3. 1926 — На разных берегах —  Клейнс
4. 1929 — Гаджи-Кара — Гаджи-Кара
5. 1931 — Первая комсомольская — инженер Султанов
6. 1935 — Игра в любовь — заведующий ЗАГСа
7. 1936 — Алмас — мирза Самандар
8. 1945 — Аршин мал алан — Мешади Ибад
9. 1950 — Огни Баку — Али-Бала.

## Память
- В 1954 году Азербайджанскому театральному институту было присвоено имя Мирзы Алиева
- Именем М. А. Алиева названа одна из улиц Баку и Дом культуры в Говсане.

## Фото

Мемориальная доска в Баку, где жил Мирза Ага Алиев
Барельеф на доме Мирзы Ага Алиева